# Trường Đại học Hàng hải Việt Nam
Trường Đại học Hàng hải Việt Nam (tiếng Anh: Vietnam Maritime University – VMU) hay còn được gọi bằng cái tên "Mái trường đại dương" là một đơn vị giáo dục trực thuộc Bộ Xây Dựng, chuyên đào tạo về kỹ thuật, với thế mạnh về đào tạo nhóm ngành hàng hải và logistics được xếp vào nhóm trường đại học trọng điểm quốc gia, có vai trò nòng cốt trong hệ thống giáo dục của Việt Nam.
Trường Đại học Hàng hải Việt Nam hiện đang là thành viên của Hiệp hội các trường Đại học Hàng hải châu Á - Thái Bình Dương (AMETIAP) và Hiệp hội các trường Đại học Hàng hải Quốc tế (AMU).

## Lịch sử hình thành
- Trường sơ cấp Hàng hải, tiền thân của Trường Đại học Hàng hải Việt Nam, được thành lập vào ngày 01/04/1956 tại Hải Phòng. Năm 1957, Trường được nâng cấp thành Trường Trung cấp Hàng hải. Năm 1976, Trường được nâng cấp thành Trường Đại học Hàng hải. Năm 1984, Trường Đại học Giao thông thủy sáp nhập vào Trường Đại học Hàng hải. Tháng 8 năm 2013, Trường chính thức được đổi tên thành Trường Đại học Hàng hải Việt Nam và trở thành một trong các trường được đầu tư để trở thành trường trọng điểm quốc gia.
- Trải qua lịch sử gần 60 năm xây dựng, trưởng thành và phát triển, Trường Đại học hàng hải Việt Nam đã và đang đóng vai trò quan trọng hàng đầu trong chiến lược đào tạo nguồn nhân lực có trình độ cao, phục vụ nền kinh tế hướng ra biển của đất nước. Với những cống hiến to lớn của các thế hệ thầy và trò Nhà trường cho Tổ quốc, Trường đã vinh dự được Đảng, Nhà nước và Chính phủ trao tặng nhiều phần thưởng cao quý, trong đó có danh hiệu Anh hùng Lao động, Huân chương Hồ Chí Minh, Huân chương Độc lập hạng Nhất, Nhì, Ba, cùng nhiều danh hiệu cao quý khác.
- Tháng 11 năm 2002, Trường được công nhận là thành viên chính thức của Hiệp hội các Trường Đại học Hàng hải khu vực châu Á - Thái Bình Dương (AMETIAP), nay là Global MET. Đặc biệt, tháng 8 năm 2004, Trường đã được công nhận trở thành thành viên đầy đủ của Hiệp hội các Trường Đại học Hàng hải Quốc tế (IAMU).
- Tháng 5 năm 2005, Trường đã vượt qua quá trình đánh giá của Tổng cục đo lường chất lượng (STAMEQ) và vinh dự là đơn vị đầu tiên trong hệ thống các trường đại học, cao đẳng cả nước được cấp Chứng nhận phù hợp tiêu chuẩn quốc tế ISO 9001: 2000 và đã được nâng cấp lên phiên bản ISO 9001: 2008 từ tháng 11 năm 2012.
- Sau quá trình kiểm định chất lượng giáo dục đại học, ngày 25 tháng 2 năm 2009, Bộ Giáo dục & Đào tạo ra thông báo số 110/TB-BGDĐT công nhận Trường Đại học Hàng hải Việt Nam đạt tiêu chuẩn chất lượng giáo dục quốc gia.

## Bộ máy tổ chức

### Ban Giám hiệu
Hiệu trưởng: PGS. TS. Phạm Xuân Dương
Phó Hiệu trưởng
- PGS. TS. Nguyễn Thanh Sơn
- PGS. TS. Nguyễn Minh Đức

### Đội ngũcán bộ,giảng viênvà công nhân viên
Trường hiện có 683 giảng viên và 281 cán bộ quản lý. Trong đó:
- Giáo sư/Phó Giáo sư: 48 người.
- Tiến sĩ/Tiến sĩ khoa học: 91 người.
- Thạc sĩ khoa học: 376 người.
- Thuyền trưởng, máy trưởng: 338 người.

## Các đơn vị và phòng ban trực thuộc
| - Phòng Tổ chức cán bộ - Phòng Đào tạo - Phòng Công tác sinh viên - Phòng Khảo thí & đảm bảo chất lượng - Phòng Hành chính tổng hợp - Phòng Kế hoạch - Tài chính - Phòng Khoa học - Công nghệ - Phòng Quan hệ quốc tế - Phòng Thanh tra - Phòng Quản trị thiết bị - Trạm Y tế - Ban Quản lý khu nội trú - Ban Quản lý Ký túc xá Quán Nam - Ban Bảo vệ - Trung tâm Quản trị mạng - Trung tâm Thể thao Hàng hải - Trung tâm ứng dụng & phát triển CNTT - Viện Đào tạo sau đại học - Viện khoa học công nghệ tàu thủy | - Viện nghiên cứu và phát triển - Viện Khoa học cơ bản - Viện Khoa học và công nghệ Hàng hải - Viện Khoa học cơ sở - Viện Môi trường - Viện Cơ khí - Viện Đào tạo quốc tế (ISE) - Viện Đào tạo chất lượng cao - Khoa Hàng hải - Khoa Máy tàu biển - Khoa Điện - Điện tử - Khoa Đóng tàu - Khoa Kinh tế - Khoa Quản trị - Tài chính - Khoa Công trình - Khoa Công nghệ thông tin - Khoa Ngoại ngữ - Khoa Lý luận chính trị - Khoa Giáo dục quốc phòng - Trường Cao đẳng nghề VMU |

## Thành tích
- Năm 2005:

- Cờ thi đua Chính phủ, số QĐ 138/QĐ-TTg, 25/02/2006, Thủ tướng
- Bằng khen của Bộ trưởng Bộ GTVT, Số 138/QĐ-BGTVT, ngày 01/12/2004;
- 3 tập thể, 5 cá nhân được tặng Bằng khen của Bộ trưởng BGTVT số 3623/QĐ-BGTVT,26/11/2004;
- 30 cá nhân được tặng danh hiệu CSTĐ ngành GTVT, số 3489/QĐ-BGTVT ngày20/09/2005;
- Năm 2006:

- Cờ Thi đua Chính phủ, Số 100/QĐ-TTG, 19/01/2006, Thủ tướng;
- Huân chương Độc lập hạng Nhất, 216/2006/CTN, ngày15/02/2006, Chủ tịch nước;
- Danh hiệu "Anh hùng lao động", 420/2006/QĐ-CTN, 24/03/2006, Chủ tịch nước;
- Cờ thi đua xuất sắc của BGTVT, số 57/QĐ - BGTVT, ngày 11/01/2007, Bộ trưởng;
- Cờ thi đua của tổng liên đoàn lao động Việt Nam, số 561/QĐ-TLĐ, ngày 27/03/2006, CT Cù Thị Hậu
- Cờ thi đua của Liên đoàn Lao động Thành phố Hải Phòng, 86/QĐ-LĐLĐ, CT LĐLĐ Hải Phòng
- Bằng khen của Bộ GD&ĐT, 7566/QĐ-BGD&ĐT, ngày 22/12/2006, BT Nguyễn Thiện Nhân;
- 2 cá nhân đượng tặng Huân chương Lao động hạng Ba;
- 1 cá nhân "CSTĐ" Toàn quốc
- 1 Nhà giáo nhân dân, 05 Nhà giáo ưu tú.
- Năm 2007:

- Cờ thi đua Chính phủ, số 08/QĐ-TTg,22/01/2008, TT Nguyễn Tấn Dũng
- Cờ thi đua xuất sắc của BGTVT, -24/QĐ-BGTVT, 04/01/2008, BT. BGTVT
- Bằng khen Bộ GD&ĐT,115/QĐ-BGD&ĐT,5/1/2007, Thứ trưởng Phạm Vũ Luận
- Bằng khen của UBND TP Hải Phòng, 226/QĐ-UBND 15/11/2007, CT UBDN TP Trịnh Quang Sử
- Bằng khen của Bộ GD&ĐT cho Trường, 6378/QĐ-BGĐT, ngày 03/10/200, BT Nguyễn Thiện Nhân
- Bằng khen của Bộ trưởng Bộ LĐ-TB&XH, Số 1057/QĐ-BLĐTBXH, BT Nguyễn Thị Hằng
- Năm 2008

- Bằng khen của Thủ tướng Chính phủ, số 100/QĐ-TTg, ngày 22/01/2008, PTT Nguyễn Sinh Hùng
- 01 tập thể được tặng Huân chương LĐ hạng ba, Số 1573/QĐ-CTN PCT Nước Nguyễn Thị Doan
- Cờ thi đua Xuất sắc của Bộ GTVT, 3927/QĐ-BGTVT, ngày 29/12/2008, BT Hồ nghĩa Dũng
- Bằng khen thủ tướng cho 01 cá nhân, Số 1565/QĐ-TTg ngày ngày 07/11/2008, PTT Nguyễn Sinh Hùng
- Cúp vàng ISO,
- Bằng khen của Công đoàn GD Việt Nam, số 411/QĐ-KTCĐGD ngày 29/09/2009, CT Nguyễn Cảnh Dương
- Bằng khen của UBND Thành phố HP cho Trường, Số 137/QĐ- UBND ngày 19 /08/2008
- Bằng khen của UBND thành phố HP cho Trường, CT Trịnh Quang Sử
- Năm 2009-2010:

- Cờ thi đua Xuất sắc của Bộ Giao thông vận tải;
- Cờ thi đua của TW Đoàn Thanh niên CSHCM;
- Cờ thi đua của Tổng Liên đoàn Lao động Việt Nam, số 94/QĐ-TLĐ ngày 08/01/2010, CT Đặng Ngọc Tùng;
- Huân chương Lao động hạng nhất cho 1 tập thể, số 1142/QĐ-CTN, PCT Nguyễn Thị Doan;
- Huân chương lao động hạng nhì cho 1 tập thể (Công đoàn trường), Số 388/QĐ-CTN ngày 01/04/2010;
- Huân chương Lao động hạng ba cho 1 cá nhân, Số 388/QĐ-CTN ngày 01/04/2010;
- 1 cá nhân (đ/c Hiệu trưởng) được tặng danh hiệu CSTĐ toàn quốc, số 1260/QĐ-TTg ngày 22/07/2010;
- Bằng khen thủ tướng cho 2 cá nhân, Số 31/QĐ-TTg ngày 09/01/2009;
- Bằng khen của Bộ trưởng Bộ GTVT cho Trường, Số 2589/QĐ-BGTVT, ngày 08/09/2009;
- Đảng bộ 05 năm liền được công nhận là Đảng bộ trong sạch vững mạnh;
- Bằng khen của UBND Thành phố, Số 61/QĐ-UBND ngày 29/01/2010, CT UBND TP Hải Phòng.